# 诺福克海军基地
诺福克海军基地（英語：Naval Station Norfolk，NS Norfolk，亦稱Norfolk Naval Base）是美国海军設于弗吉尼亚州诺福克的一处軍港，也是世界最大的海军基地，有14座码头和11座机库，可容纳75艘船舶和134架飞机，占據了漢普頓錨地約4英里（6公里）的濱水區域和7英里（11公里）的碼頭空間。本基地替美國海軍艦隊司令部麾下艦艇在大西洋、地中海和印度洋的行动提供支援。

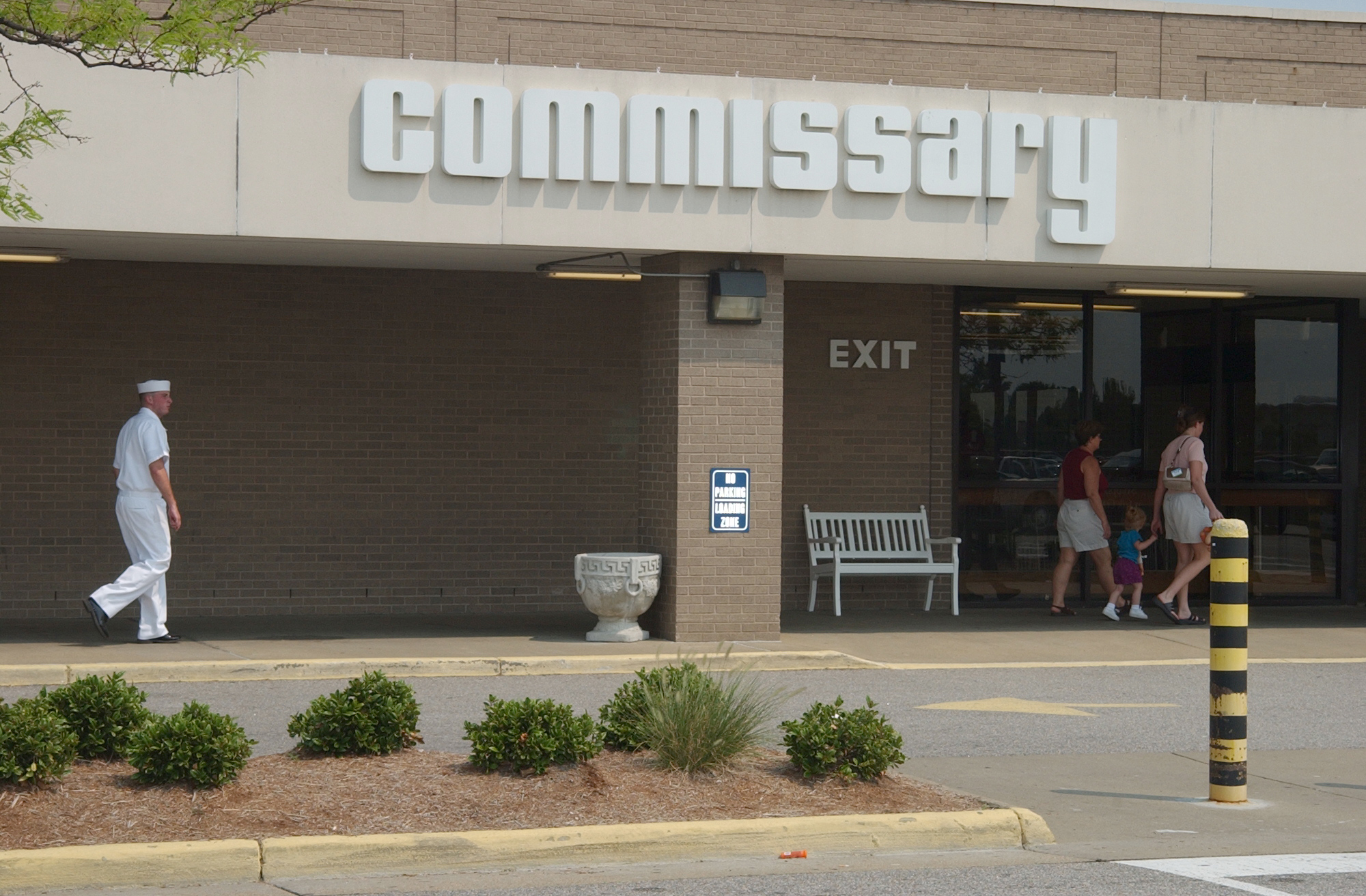
美國國防部軍營超市管理處營運的诺福克美軍超市（Commissary），專門服務派駐本土及海外的美軍官兵。

## 圖片集

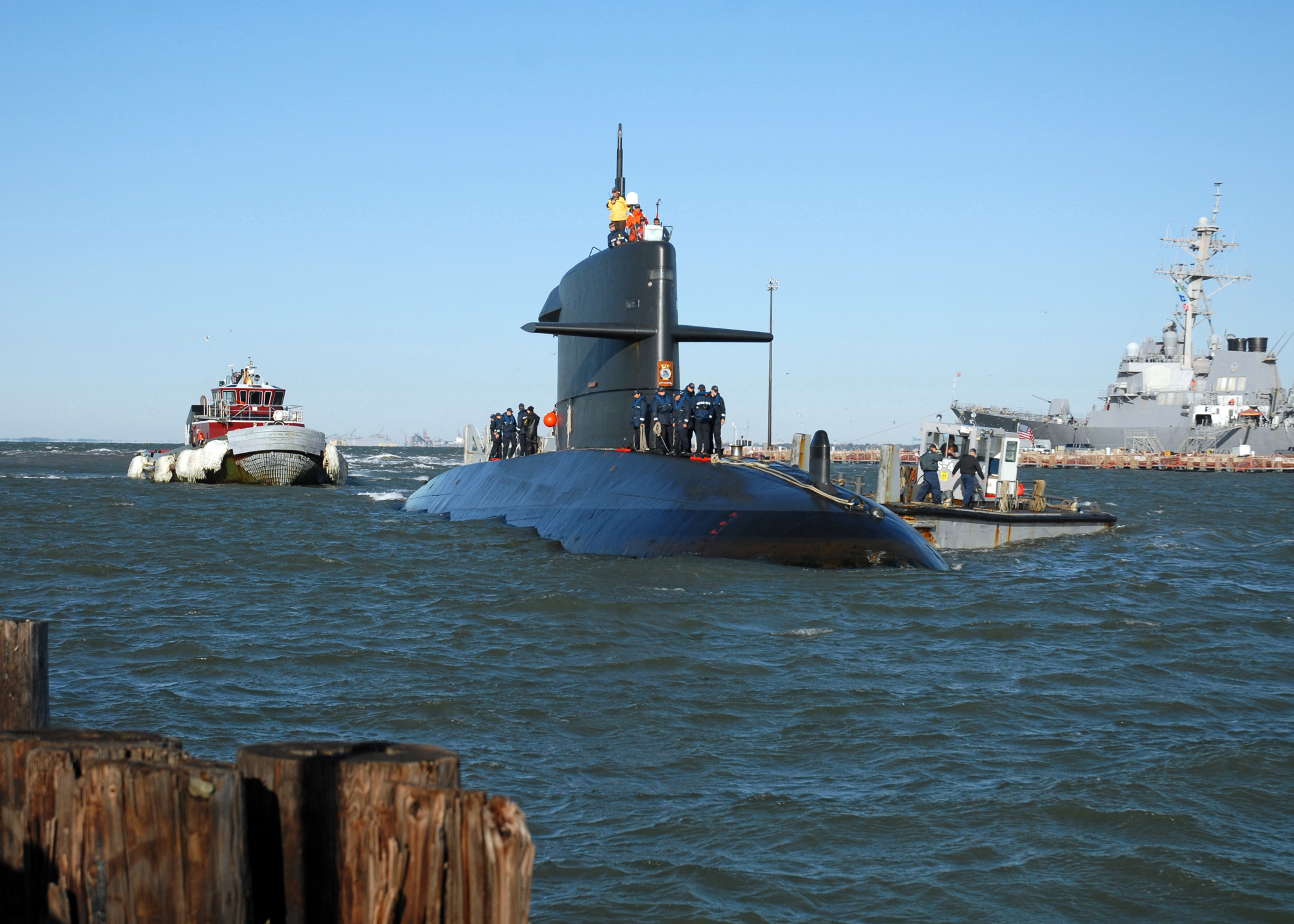
德國Walrus號潛艦訪問
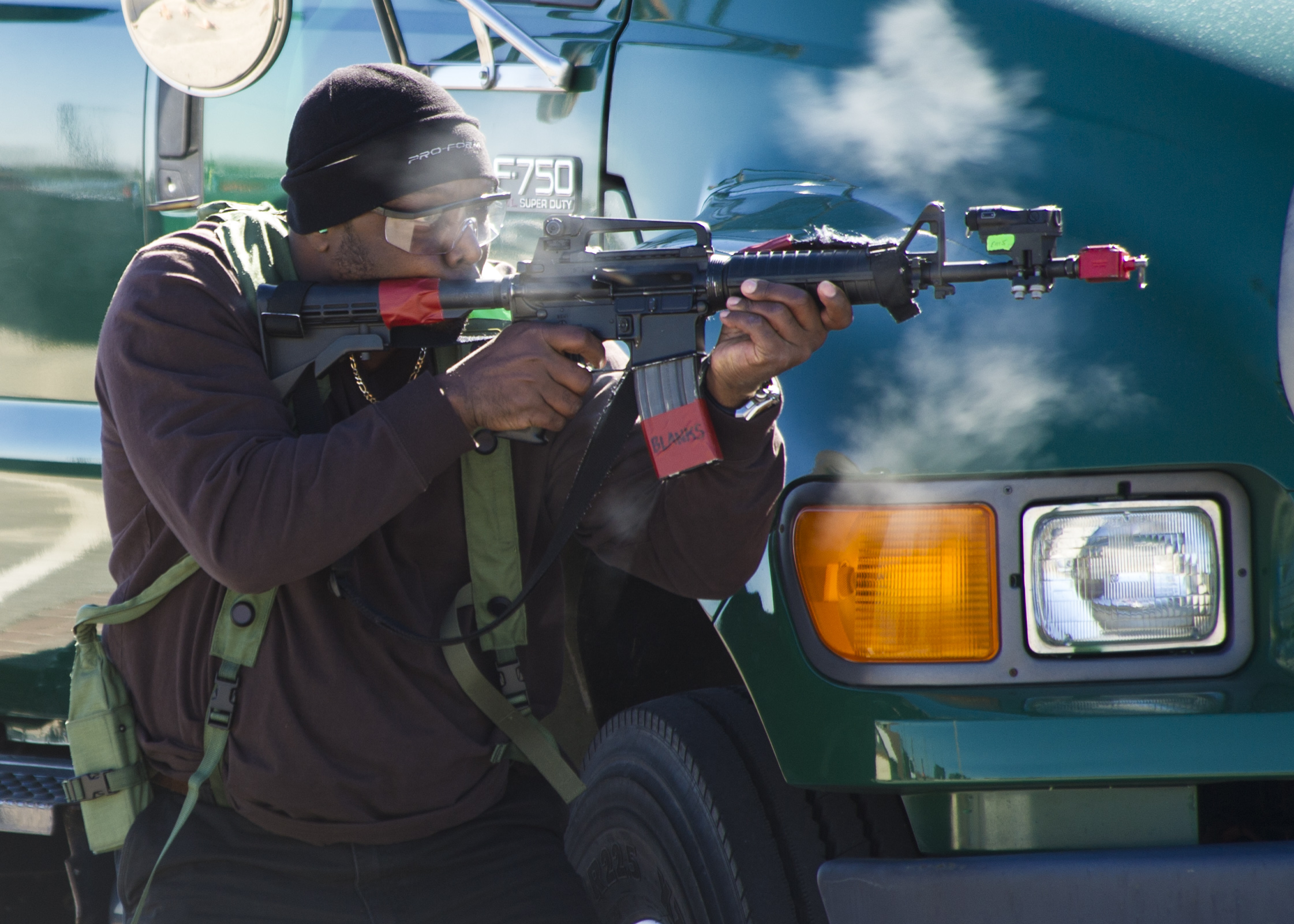
特戰訓練場
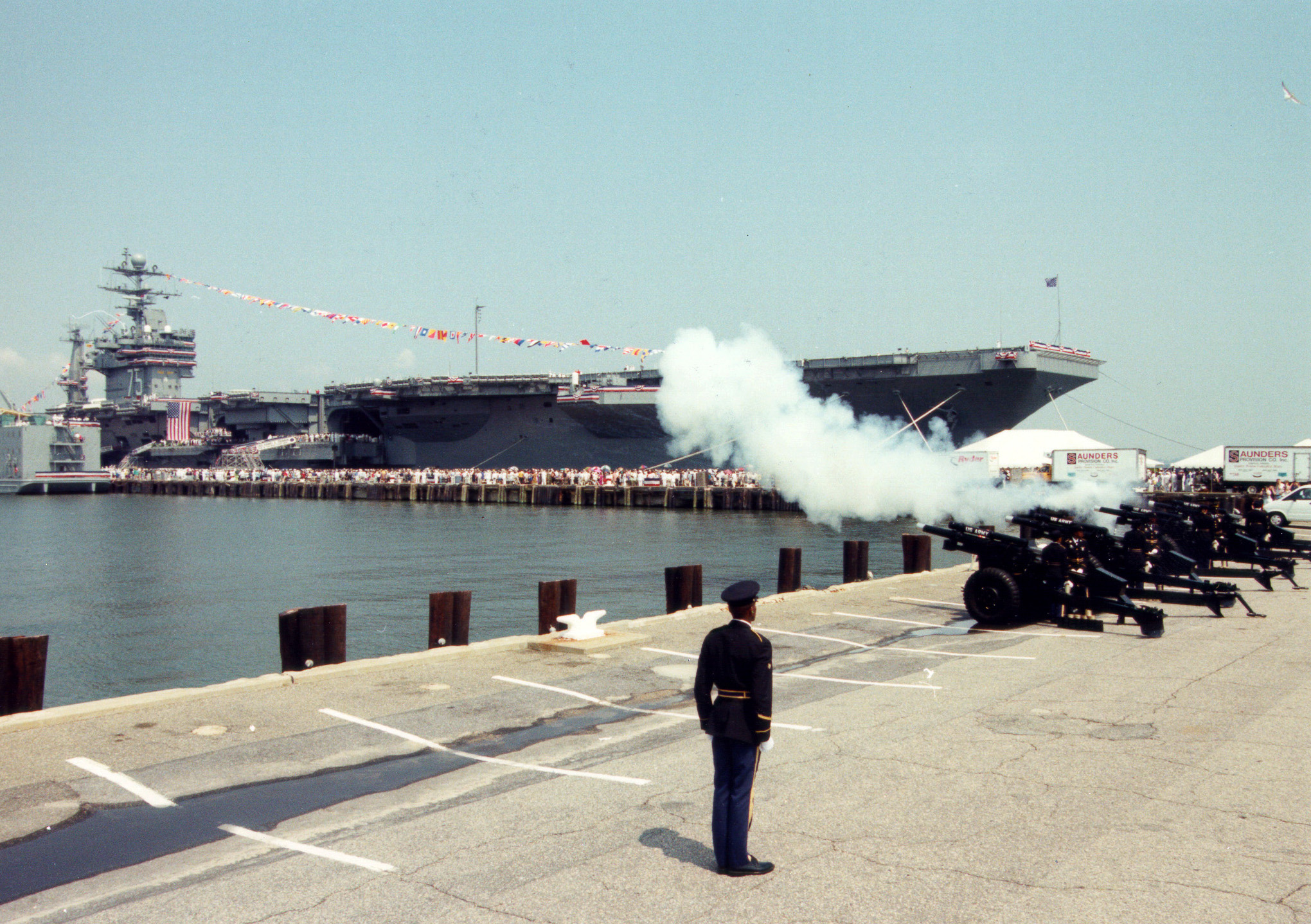
1998年哈瑞·S·杜魯門號航空母艦停泊
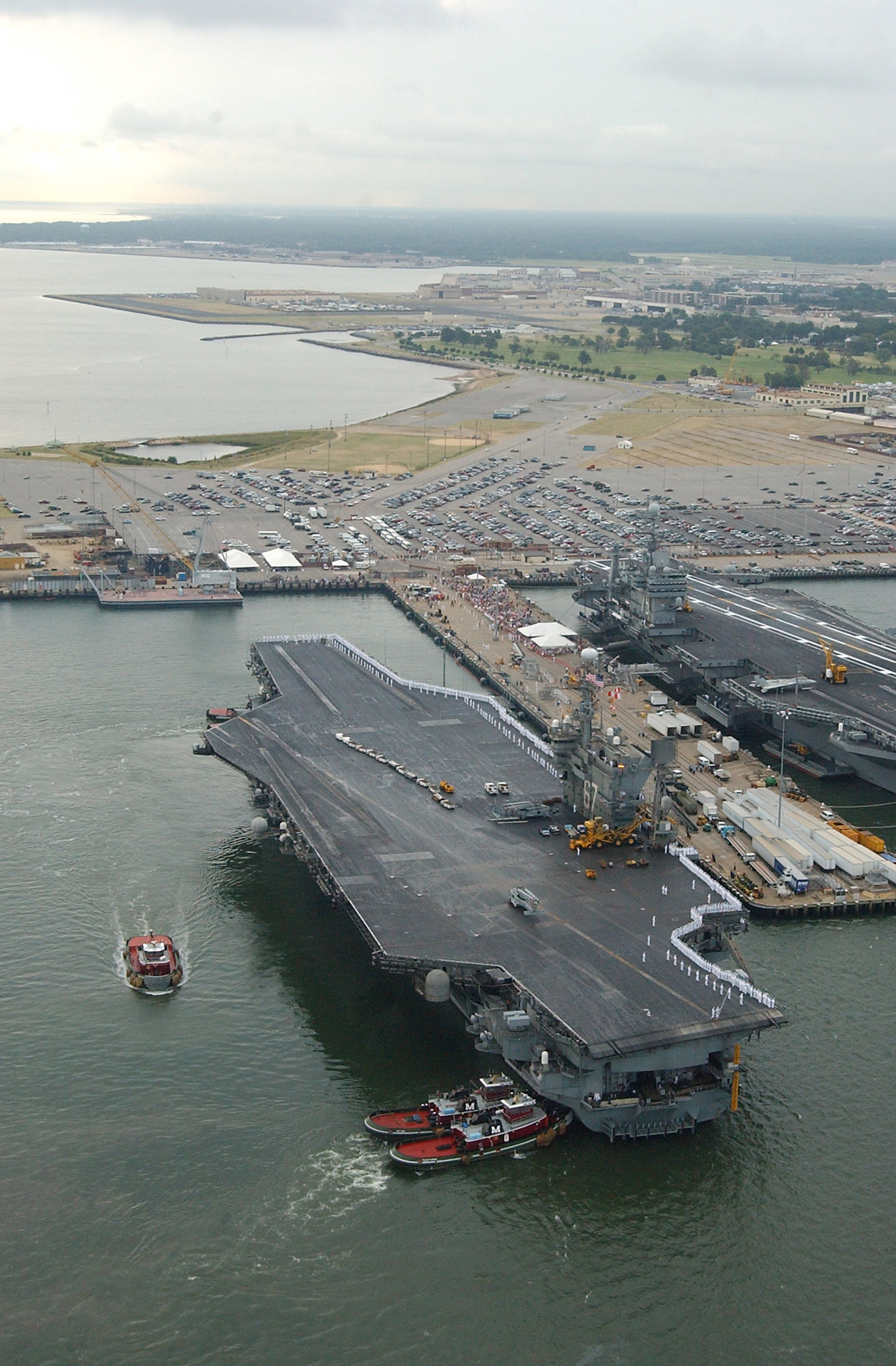
正要停靠諾福克海軍基地的甘迺迪號，在停泊右上角的是哈瑞·S·杜魯門號航空母艦
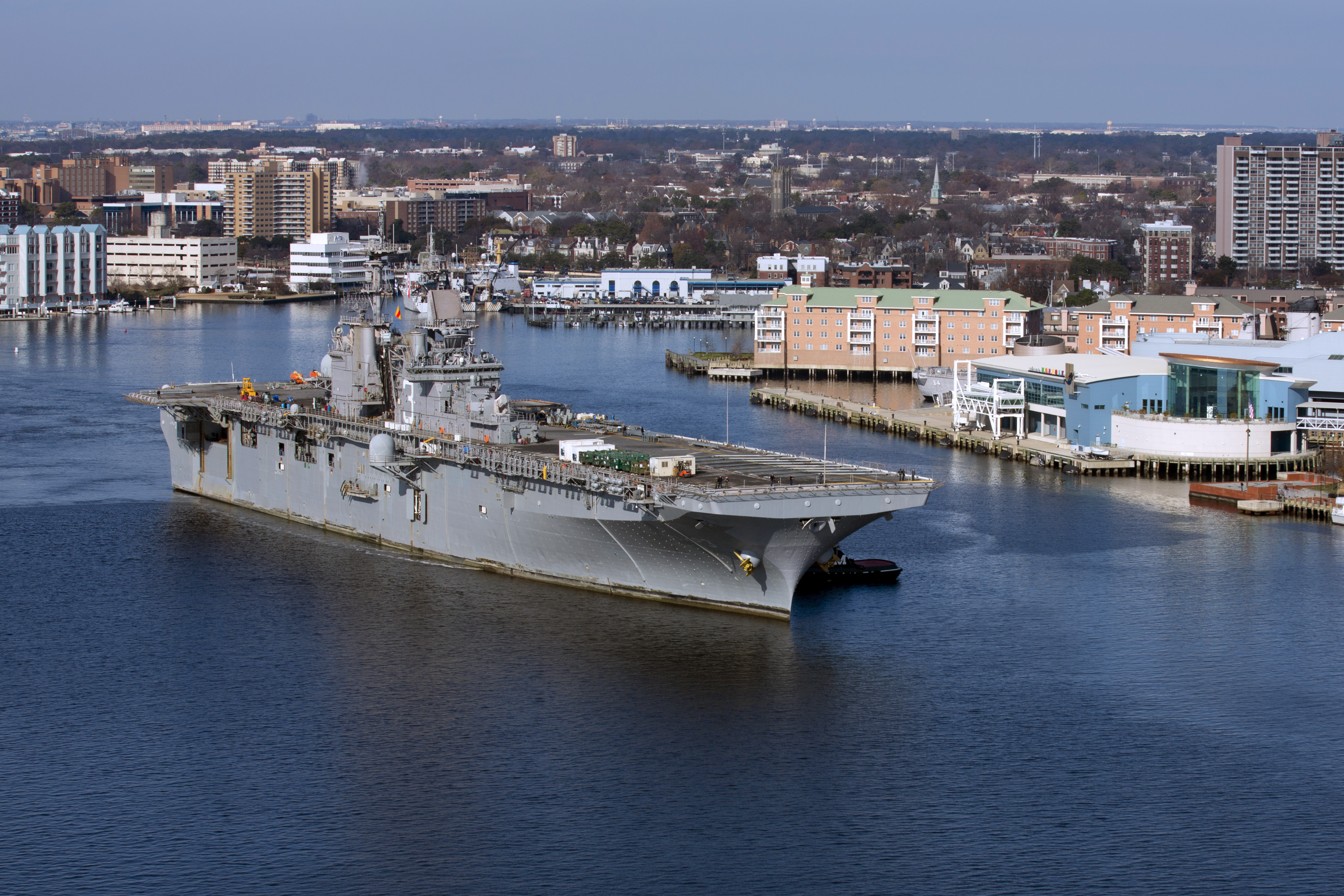
基萨奇山号两栖攻击舰入港
航母培訓活動
基地巡邏隊
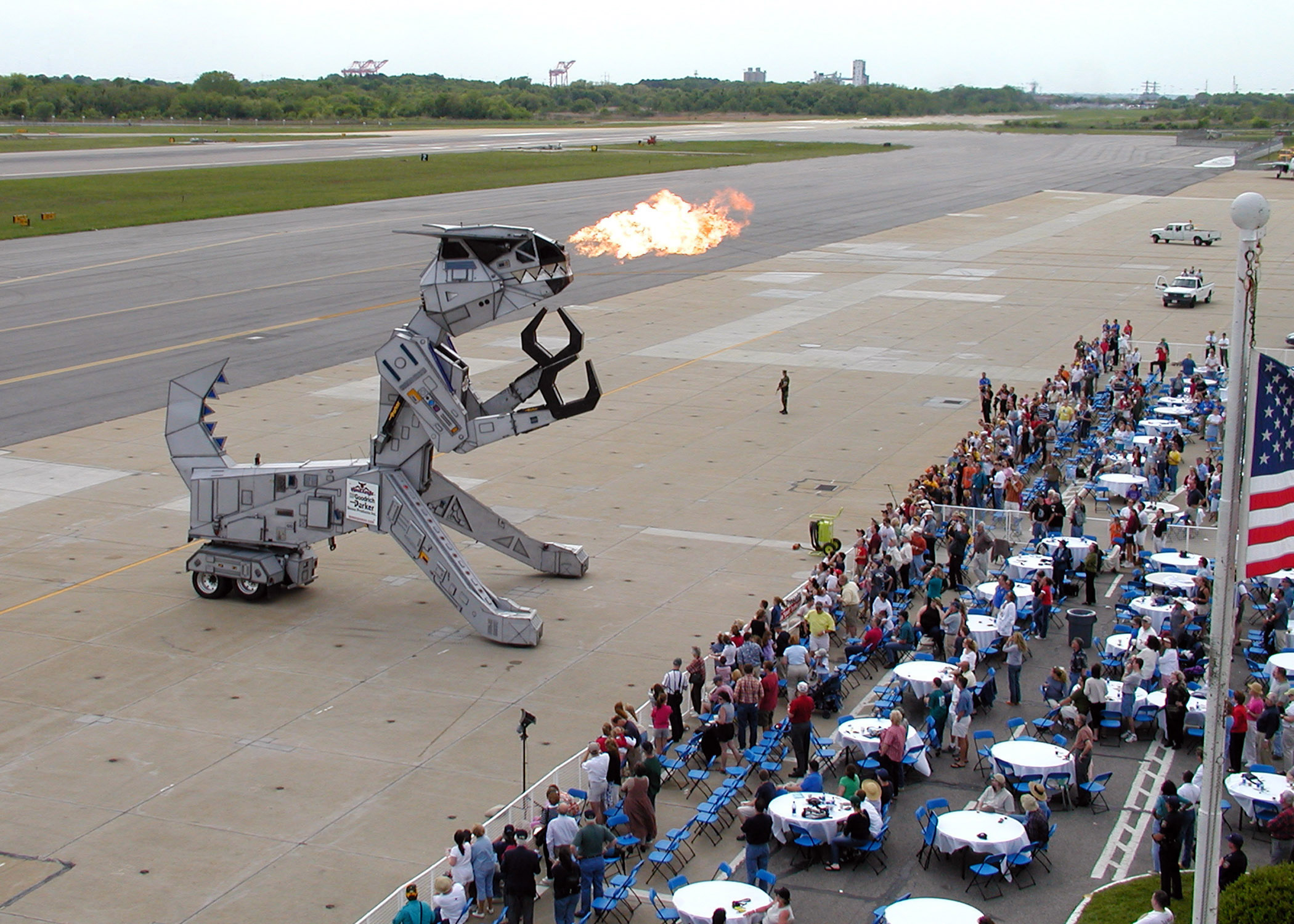
2002年家屬派對
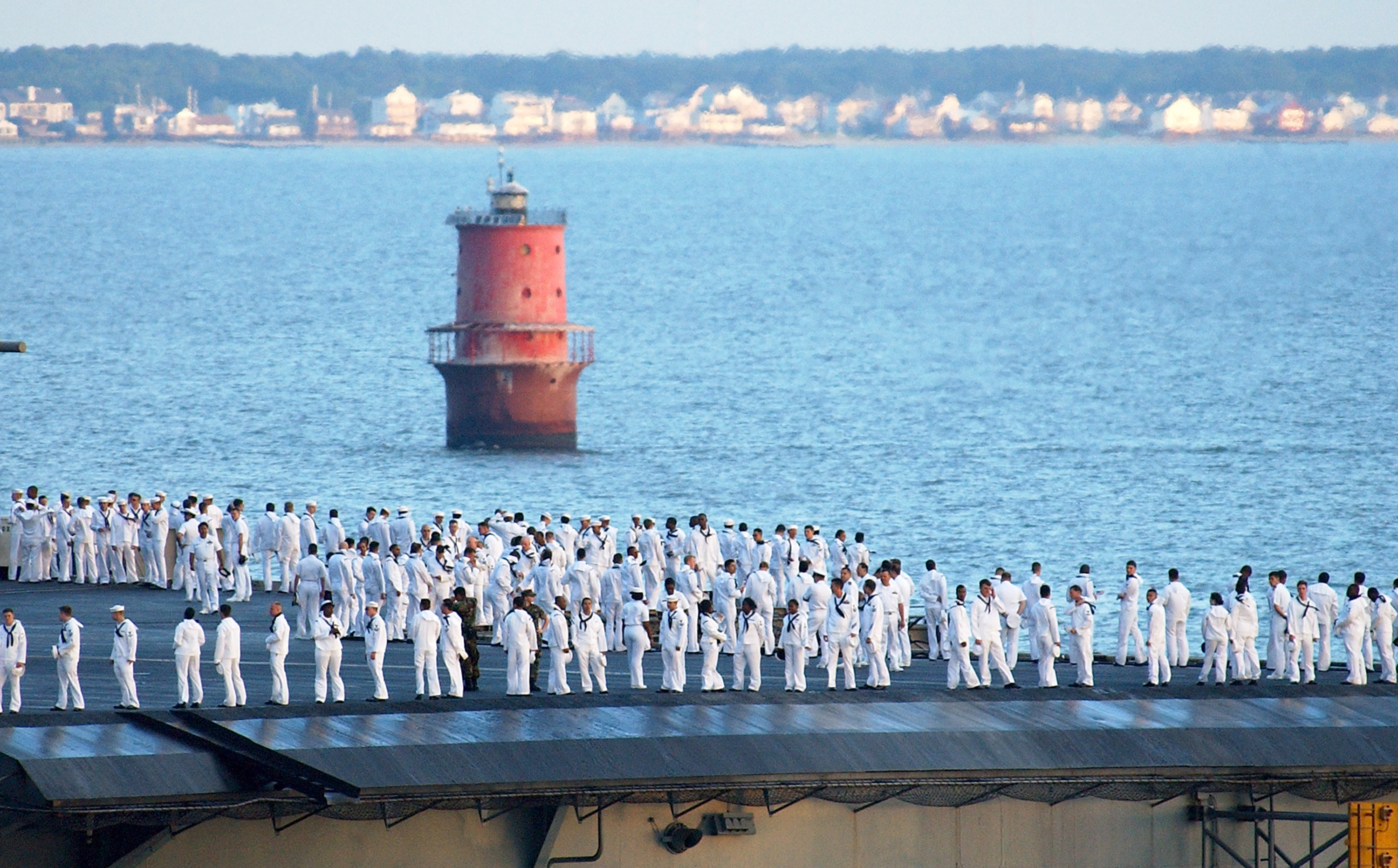
第4碼頭

## 以此基地為母港的艦船
（截至2017年6月）

| - 德懷特·D·艾森豪號航空母艦（CVN-69） - 亞伯拉罕·林肯號航空母艦（CVN-72） - 喬治·華盛頓號航空母艦 (CVN-73) - 哈瑞·S·杜魯門號航空母艦（CVN-75） - 喬治·H·W·布殊號航空母艦（CVN-77） - 福特號航空母艦 (CVN-78) - 雷伊泰灣號巡洋艦（CG-55） - 聖哈辛托號巡洋艦（CG-56） - 諾曼第號巡洋艦（CG-60） - 蒙特雷號巡洋艦（CG-61） - 安濟奧號巡洋艦（CG-68） - 韋拉灣號巡洋艦（CG-72） - 基薩奇山號兩棲攻擊艦 (LHD-3) - 巴丹號兩棲攻擊艦 (LHD-5) - 聖安東尼奧號兩棲船塢運輸艦 (LPD-17) - 梅薩·維德號兩棲船塢運輸艦 (LPD-19) - 阿靈頓號兩棲船塢運輸艦 (LPD-24) - 海倫娜號攻擊核潛艇 (SSN-725) - 紐波特紐斯號攻擊核潛艇 (SSN-750) - 奧爾巴尼號攻擊核潛艇 (SSN-753) - 博伊西號攻擊核潛艇 (SSN-764) - 約翰·華納號攻擊核潛艇 (SSN-785) - 華盛頓號攻擊核潛艇 (SSN-787) | - 阿利·伯克号驱逐舰 （DDG-51） - 斯托特號驅逐艦（DDG-55） - 米徹爾號驅逐艦 (DDG-57) - 拉布恩號驅逐艦 (DDG-58) - 拉梅奇號驅逐艦 (DDG-61) - 岡薩雷斯號驅逐艦 (DDG-66) - 科爾號驅逐艦 (DDG-67) - 馬漢號驅逐艦 (DDG-72) - 麥克福爾號驅逐艦 (DDG-74) - 奧斯卡·奧斯汀號驅逐艦 (DDG-79) - 温斯頓·S·邱吉爾號驅逐艦 (DDG-81) - 巴爾克利號驅逐艦 (DDG-84) - 梅森號驅逐艦 (DDG-87) - 尼采號驅逐艦 (DDG-94) - 詹姆斯·E·威廉斯號驅逐艦 (DDG-95) - 班布里奇號驅逐艦 (DDG-96) - 福雷斯特·舍曼號驅逐艦 (DDG-98) - 特魯斯頓號驅逐艦 (DDG-103) - 格雷夫利號驅逐驅 (DDG-107) - 傑森·鄧漢號驅逐艦 (DDG-109) |

## 外部連結
- （英文）諾福克海軍基地官方網站（页面存档备份，存于）
- （英文）諾福克海軍基地設施簡介－Navyusa.org